# Okuno Ryosuke
Ryosuke Okuno (sinh ngày 13 tháng 11 năm 1968) là một cầu thủ bóng đá người Nhật Bản.

## Sự nghiệp câu lạc bộ
Ryosuke Okuno đã từng chơi cho Kashima Antlers, Kawasaki Frontale, Sanfrecce Hiroshima và Thespa Kusatsu.